# Goera vuda
Goera vuda is een schietmot uit de familie Goeridae.
De soort komt voor in het Australaziatisch gebied.